# کیس رویز آتیل
کیس رویز آتیل (انگلیسی: Kays Ruiz-Atil؛ زادهٔ ۲۶ اوت ۲۰۰۲) بازیکن فوتبال اهل فرانسه است که در پست هافبک برای بارسلونا بی بازی می‌کند.
از باشگاه‌هایی که در آن بازی کرده‌است می‌توان به باشگاه فوتبال پاریس سینت ژرمن اشاره کرد.این بازیکن یکی از استعداد های بزرگ است که سابقه بازی در تیم یک پاریس سینت ژرمن - (پاریس سن ژرمن) پاری سن ژرمن را داشته است 
وی همچنین در تیم ملی فوتبال زیر ۲۰ سال فرانسه بازی کرده‌است.